# Popudinské Močidľany
Popudinské Močidľany (em húngaro: Szentistváncoborfalva; alemão: Poppodin-Motschidlen) é um município da Eslováquia, situado no distrito de Skalica, na região de Trnava. Tem 10,82 km² de área e sua população em 2018 foi estimada em 923 habitantes.

## Demografia
| Ano:        | 1994 | 2004   | 2014   | 2024   |
| ----------- | ---- | ------ | ------ | ------ |
| Broj ljudi: | 829  | 908    | 921    | 990    |
| Razlika:    |      | +9,52% | +1,43% | +7,49% |

| Ano:               | 2023 | 2024   |
| ------------------ | ---- | ------ |
| Número de pessoas: | 979  | 990    |
| Diferença:         |      | +1,12% |